# Tour de Malí
El Tour de Malí (oficialmente: Tour du Mali) fue una carrera ciclista por etapas que se disputaba en Malí. 
Se creó en 1999 de forma amateur y solo fue profesional en su última edición en 2010 formando parte del UCI Africa Tour, dentro de la categoría 2.2 (última categoría del profesionalismo). Tras estar organizada y programada su segunda edición profesional en 2011, a disputarse en el mes de febrero de dicho año, finalmente fue suspendida por razones de seguridad.

## Palmarés
En amarillo: edición amateur.
| Año       | Ganador                 | Segundo                 | Tercero                 |
| --------- | ----------------------- | ----------------------- | ----------------------- |
| 1999      | Bandera de ?            |                         |                         |
| 2000      | Bandera de ?            |                         |                         |
| 2001      | Bandera de ?            |                         |                         |
| 2002      | Laurent Zongo           |                         |                         |
| 2003      | edición no realizada    | edición no realizada    | edición no realizada    |
| 2004      | Seidou Tall             |                         |                         |
| 2005-2009 | ediciones no realizadas | ediciones no realizadas | ediciones no realizadas |
| 2010      | Mouhssine Lahsaini      | Adil Jelloul            | Mohamed Er Regragui     |
| 2011-2016 | ediciones no realizadas | ediciones no realizadas | ediciones no realizadas |
| 2017      | Yaya Diallo             | Reda Aadel              | Oumar Sangaré           |
| 2018      | Souleymane Koné         | Yacouba Diallo          | Bourama Coulibaly       |
| 2019-2020 | ediciones no realizadas | ediciones no realizadas | ediciones no realizadas |
| 2021      | Issiaka Coulibaly       | Seydou Djire            | Souleymane Koné         |
| 2022-2023 | ediciones no realizadas | ediciones no realizadas | ediciones no realizadas |
| 2024      | Yaya Diallo             | Lahcen Saber            | Issiaka Cissé           |

## Palmarés por países
| País         | Victorias |
| ------------ | --------- |
| Mali         | 4         |
| Marruecos    | 1         |
| Burkina Faso | 1         |